# Єретик

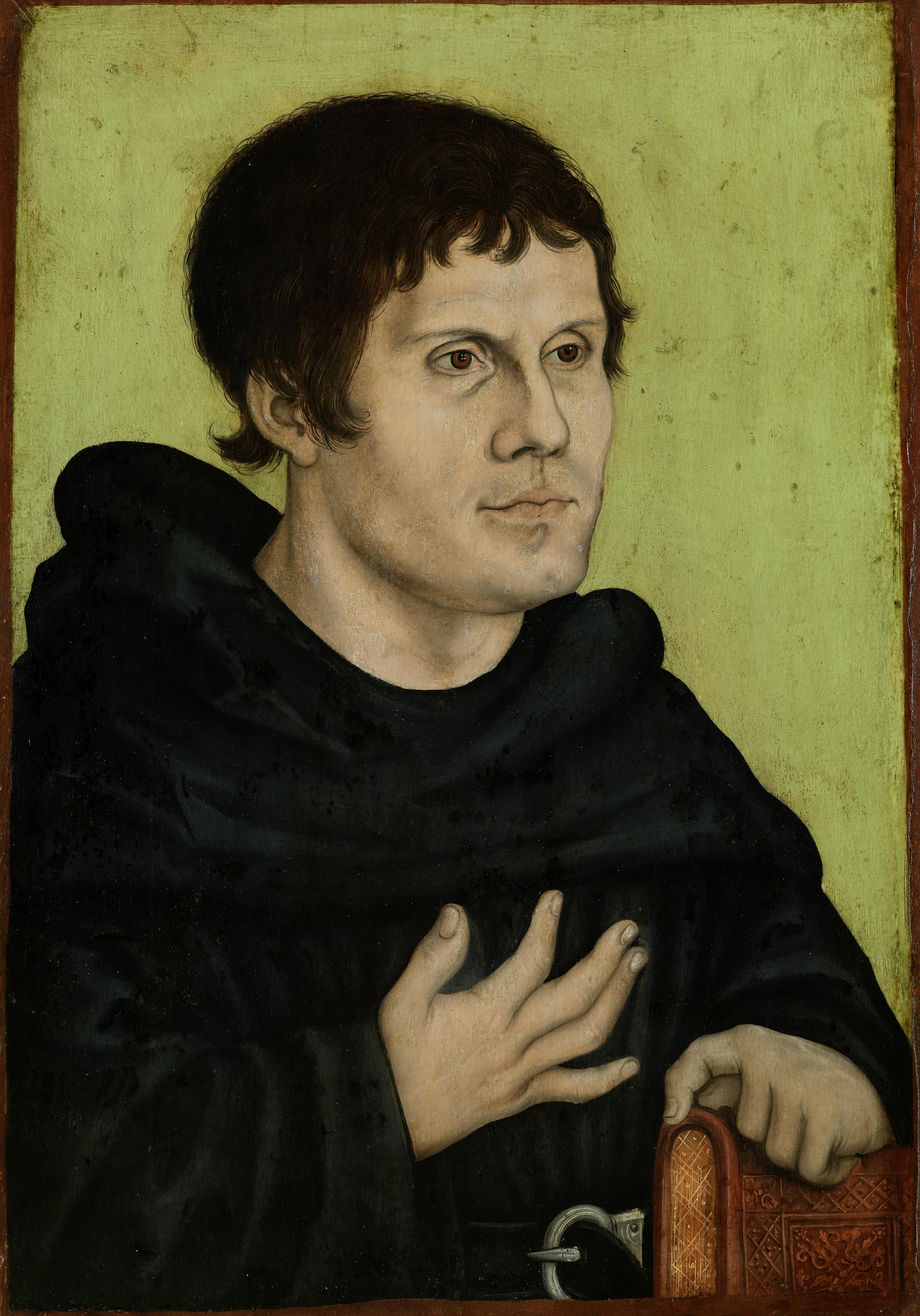
Колишній німецький католицький чернець Мартін Лютер був відлучений від церкви як єретик римським папою Левом X папською буллою Decet Romanum Pontificem у 1520 році. І по сьогодні цей декрет не скасований.

Єрети́к, жін. єрети́чка (від грец. αἵρεσις) — особа, що виступає проти загальноприйнятого в суспільстві вчення, віровідступник. Слово єретик переважно пов'язане з релігією, хоча сьогодні слово вживається також в інших значеннях.

## Канони та правила святих отців про єретиків

### Про молитви з єретиками
45-те апостольське правило: Єпископ, пресвітер, чи диякон, який тільки молився з єретиками, нехай буде відлучений. Якщо ж дозволить їм діяти як служителям Церкви, нехай буде позбавлений сану.
33-тє правило Лаодикійського собору: Не подобає молитися з єретиком, або відступником.
10-те правило святих Апостолів: Якщо хтось із відлученим від спілкування церковного помолиться, навіть якщо це було у домі: такий нехай буде відлучений.
65-те апостольське правило: Якщо хтось із кліриків, або мирянин, в юдейську синагогу або єретичну увійде помолитися, нехай буде із священничого сану позбавлений, і відлучений від спілкування церковного.
9-те правило Тимофія Олександрійського
Запитання. Чи повинен священнослужитель молитися у присутності аріан чи інших єретиків? І чи буде йому хоч якась шкода, якщо при них буде звершувати свою молитву чи священнодію?
Відповідь. Під час божественної літургії диякон перед цілуванням виголошує: ті, хто не приймається до спілкування, вийдіть. Тому такі не повинні бути присутніми, хіба що пообіцяють покаятися і залишити свою єресь.

### Інші
Догмат 170-ти Святих отців Шостого Вселенського Собору в Константинополі. Про дві волі й дії в Господі нашому Ісусі Христі: «І дві істотні волі, чи бажання в Ньому, і дві істотні дії, нерозлучно, незмінно, нероздільно, незлитно, за вченням святих отців наших, — сповідуємо так само: Його ж два природні бажання не суперечливі, — щоб не було так, як навчають нечестиві єретики, — бо людська Його воля поступається, не суперечить (або не протиборствує), а підкоряється Його божественній і всемогутній волі».

#### Апостольські правила
46: Єпископа, або пресвітера, котрі прийняли хрещення єретиків, або жертву, наказуємо позбавляти сану. Бо «яка згода між Христом і Веліаром? Або яка співучасть вірного з невірним?» (2 Кор. 6, 15).(Це правило Апостольське має відношення до тих єресей, котрі були в часи апостольські, і спотворювали найважливіші догмати віри про Бога Отця, і Сина, і Святого Духа, та про Боговтілення Сина Божого. Щодо єретиків пізніших часів, треба керуватися правилами: І Вс. С. Трул. 95; 19-те пр; Лаод. С. 7; Вас. Вел. 47.)
60: Якщо хтось про підроблені книги єретиків, як про святі, вчитиме у церкві, на шкоду народу і клірикам, нехай буде позбавлений священства.
62: Якщо хтось із кліру, зі страху перед людиною юдеєм, чи елліном, чи єретиком, відречеться від імені Христового, нехай буде відлучений від Церкви. Якщо ж відречеться від імені служителя Церкви, нехай буде виключений з кліру, якщо ж покається, то нехай буде прийнятий як мирянин. (1 Вс. 10; Анкир. 1, 2, 3, 12; Петра Ол-го 10,14; Афанасія Вел. Посл. до Руфініана;Феоф. Ол-го 2).
68: Якщо хтось — єпископ, або пресвітер, або диякон, прийме від когось друге рукопокладання, нехай буде позбавлений священничого сану — і він, і той хто рукоположив його, хіба що цілком достовірно відомо буде, що від єретиків має рукопокладання. Тому що ні хрещеними, ні рукопокладеними від таких, ні вірними, ані служителями Церкви бути неможливо.
75: У свідки проти єпископа не приймати єретика, але і вірного одного не достатньо. Але «щоб устами двох або трьох свідків підтвердилося кожне слово» (Мф. 18, 16). (І Вс. 2; II Вс. 6; Карф. 59, 131, 132; Феоф, Ол-го 9).

#### Правила 318-ти святих отців прийнятих на першому Вселенському Соборі в 325 році у Нікеї
8. Про тих, які колись самі себе називали чистими((Чистими називали себе єретики, які були послідовниками пресвітера Римської Церкви Новата, котрий навчав, що відпавших під час гонінь та двошлюбних до покаяння не допускати і в спілкування церковне не приймати, і в таких гордих і в не чоловіколюбних судженнях покладали чистоту своєї віри.)), але приєднуються до Католичної і Апостольської Церкви, благоугодно Святому і Великому Собору, нехай, після покладення на них рук, перебувають вони у клірі. Перш за все їм належить письмово сповідати, що приєднуються і наслідувати будуть визначенням Католичної і Апостольської Церкви, тобто, будуть у спілкуванні церковному і з двоєженцями, і з відпалими під час гонінь, для котрих і час покаяння встановлено, і термін прощення визначений. Потрібно, аби вони у всьому наслідували визначенням Католичної Церкви. І таким чином, у селах, чи у містах, всі, хто виявиться із кліриків, виявляться рукоположеними тільки із них одних, нехай залишаються у тому ж чині. Але ж там, де є єпископ Католичної Церкви, деякі з них навернуться до Церкви; правильним буде, якщо єпископ Православної Церкви матиме єпископське достоїнство, а той, хто іменується єпископом у так званих чистих, пресвітерську матиме честь; хіба що місцевий єпископ розсудить за благо, аби і той брав участь у честі імені єпископського. Якщо ж йому це невгодним буде, то для видимого зарахування такого до кліру нехай встановить для нього місце хорєпископа, або пресвітера, аби не було двох єпископів у місті. (Ап. 68; II Вс. 7; Трул. 95; VII Вс. 14; Анкир. 13; Неокес. 14; Антиох. 8,10; Сард. 6; Карф. 47, 57, 66, 69, 99; Вас. Вел. 1, 47, 89; Феоф. Ол-го 12).

#### Правила 150-ти святих отців, прийняті на другому Вселенському Соборі в 381 році у Константинополі.
6. Оскільки багато хто, бажаючи внести збентеження та порушити церковне благочиння, вороже і наклепницьки видумують на православних єпископів, що керують церквами, якісь провини, і не з іншим якимось наміром, а тільки аби потьмарити добру славу священиків, і вчинити сум'яття серед мирного народу; заради того Святий Собор єпископів, що зібралися в Константинополі, визнав за справедливе: обвинувачів не допускати без вивчення, як не дозволяти всякому висувати звинувачення проти керівників церкви, але і не всім забороняти. Але якщо хтось проти єпископа висуне якусь власну, тобто, приватну скаргу, як-от, щодо посягання на його майно, або про якусь іншу неправду, яку потерпіли від нього, при таких звинуваченнях не брати до уваги ані особи обвинувача, ані його віри. Бо належить усіляко, і совісті єпископа бути вільною, і тому, хто оголосив себе ображеним, знайти правосуддя, якої б він не був віри. Якщо ж висунута на єпископа провина буде церковною, тоді належить вивчити особу позивача. І, по-перше, не дозволяти єретикам приносити обвинувачень на єпископів у справах церковних. Єретиками ж називаємо як тих, котрі здавна були оголошені чужими Церкві, так і тих, які після того нами анафемі піддані; крім же цього і тих, які хоч і прикидаються, ніби віру нашу правильно сповідують, але котрі відділилися, та проти наших правильно поставлених єпископів зібрання збирають. Також, якщо хтось із тих, що належать до Церкви, за якісь провини, раніше були засуджені і позбавлені сану, або у забороні знаходяться, або із стану мирян: цим також хай не буде дозволено звинувачувати єпископа, аж поки не очистять себе від звинувачення, під яке підпали самі. Так само і від тих, на яких самих попередньо було зведено звинувачення, доноси на єпископа або на інших з кліриків можуть прийматися не раніше, ніж коли повністю доведуть свою невинність щодо висунутих проти них звинувачень. Якщо ж декотрі, не будучи ні єретиками, ані відлученими від спілкування церковного, ні засудженими, ані попередньо звинуваченими у якихось злочинах, скажуть, що мають щось донести на єпископа у церковних справах, таким Святий Собор наказує, по-перше, представити свої звинувачення всім єпископам області, і перед ними підтвердити доказами свої звинувачення на єпископа. Якщо ж єпископи суміжніх єпархій, понад усяке сподівання, не в змозі будуть відновити порядок щодо висунутих на єпископа звинувачень, тоді обвинувачі нехай приступлять до більшого Собору єпископів великої області, скликаних з цієї причини. Але не раніше можуть вони наполягти на своєму звинуваченні, ніж дадуть письмове зобов'язання понести однакове покарання з обвинуваченим, якщо по ходу справи виявляться наклепниками обвинувачуваного єпископа. Але якщо хтось, після попереднього розгляду, зневаживши прийняте рішення, насмілиться чи цареві поскаржитися, чи до цивільних судів, чи турбувати Вселенський Собор, ображаючи цим честь усіх єпископів області, такий в майбутьньому зовсім нехай не буде прийнятим зі своєю скаргою, як той, хто наніс образу правилам і порушив церковне благочиння. (Ап. 34, 37, 74, 75; IV Вс. 9, 17, 19, 21; Трул. 8; Антиох. 14, 15, 20; Лаод. 40; Сард. 4; Карф. 8, 10, 11, 12, 15, 18, 19, 59, 104, 107, 128, 129, 130, 132; Двокр. 13; Феоф. Ол-го. 9).
7.Тих, хто приєднується до православ'я і до частини спасаємих з єретиків, приймаємо за таким чиноположенням та звичаєм. Аріан, македоніан, савватіан та наватіан, котрі називають себе чистими і кращими, чотиридесятників, або тетрадитів, і аполінаристів, коли вони дають рукописання і проклинають усяку єресь, котра мудрує не так, як вчить Свята Божа Католична і Апостольська церква, приймаємо, запечатуючи, тобто, помазуючи Святим миром, по-перше, чоло, потім очі, і ніздрі, і вуста, і вуха, і, запечатуючи їх, говоримо: «печать дару Духа Святого». Євноміан же, що через єдинократне занурення хрестяться, і монтаністів, котрих називают тут фригами, і савеліан, що дотримуються думки про синоотцівство та інше нетерпиме творять, і всіх інших єретиків2, усіх, котрі із них бажають приєднаними бути до православ'я, приймаємо як язичників. В перший день робимо їх християнами, в другий — оголошеними, потім у третій день заклинаємо їх, з трикратним дуновенням в лице й у вуха: і так оголошуємо їх, і змушуємо перебувати в церкві, і слухати Писання, і тоді вже хрестимо їх. (Ап 46, 47, 68; І Вс. 8, 19; Трул. 95; Лаод. 7, 8; Карф. 57; Вас. Вел. 1, 5, 47).

#### Правила 630 святих отців, прийняті наЧетвертому Вселенському Соборів 451 році у Халкидоні.
14. Оскільки у деяких єпархіях дозволено читцям і співцям брати шлюб, то святий Собор визначив, щоб нікому із них не було дозволено брати собі за дружину іновірну; щоб ті, які народили уже дітей у такому шлюбі, і, перш за все, ті, що вже охрестили їх у єретиків, приводили їх до спілкування з Католичною Церквою. А хто ще не охрестив, щоб не могли хрестити їх у єритиків, ані з'єднувати шлюбом з єретиком, чи з юдеєм, чи з язичником; хіба що тільки у тому випадку, коли особа, яка поєднується із православним, обіцяє перейти до православної віри. А хто порушить це визначення святого Собору, той нехай підлягає єпитимії за правилами. (Ап. 26, 45, 65; Трул. 6, 72; Лаод. 10, 31-34, 37, 39; Карф. 21).

#### Правила 227 святих отців, прийняті на п'ято-шостому (Трульському) Вселенському Соборіу Константинополі (691—692рр.)
1. При починанні всякого і слова і справи, найкращим чином є від Бога починати, і з Богом закінчувати, за словом богослова. Заради цього і нині, коли і благочестя нами уже ясно проповідується, і Церква, у якій Христос покладений за основу, безперестанку збільшується і процвітає, так що вище за кедри ліванські вивищується, покладаючи початок священних словес, Божою благодаттю визначаємо: зберігати недоторканою для нововведень та змін віру, передану нам від самовидців і служителів слова, богообраних апостолів. А також і від трьохсот вісімнадцяти святих і блаженних отців, при Константані цареві нашому, проти нечестивого Арія, та на вигадане ним язичницьке іншобожжя, або, сказати правильніше, багатобожжя, що у Нікеї зібралися, котрі однодумністю віри єдиносутність у трьох Іпостасях Богоначальної Істоти відкрили нам та пояснили, не допустивши цьому прихованим бути під спудом незнання, але ясно навчили вірних поклонятися єдиним поклонінням Отцю, і Сину, і Святому Духу, відкинули і зруйнували лжевчення про нерівні ступені Божества, і єретиками з піску складені проти православ'я дитячі побудови зруйнували та відкинули. Так само і при великому Феодосії, цареві нашому, стами п'ятдесятьма Святими отцями, що у цьому царюючому місті зібралися, проголошене сповідання віри зберігаємо, і богословське учення про Святого Духа приймаємо: а нечестивого Македонія, разом із попередніми ворогами Істини, відкидаємо, бо через дурість насмілився вважати владику рабом, і зухвало забажав розділити нероздільну Одиницю, так що не було б досконалим таїнство уповання нашого. Разом із цим мерзенним, і проти істини несамовитим, осуджуємо Аполінарія, таємного проводиря злоби, котрий нечестиво виригнув, нібито Господь прийняв тіло без душі і розуму, таким чином також приводячи до думки, нібито спасіння вчинене для нас недосконало. Так само і при Феодосії, сині Аркадія, цареві нашому, двомастами богоносними отцями, що зібралися першого разу у місті Єфесі, викладене вчення, як непорушну благочестя державу, згодою закарбовуємо, єдиного Христа Сина Божого, який втілився проповідуючи, і Ту, що безсіменно народила Його, непорочну Приснодіву сповідуючи особисто і дійсно Богородицею; а безумне розділення Несторія, котре від жеребу Божого відлучене, відкидаємо, бо він учить, що єдиний Христос є окремо людина, і окремо Бог, і відновлює юдейське нечестя. Православно затверджуємо також і в обласному місті Халкидоні, при Маркіяні, цареві нашому, шестистами тридцятьма Богообраними отцями написане віросповідання, котре до кінців землі на повний голос звістило єдиного Христа Сина Божого, Який складається з двох єств, і у цих самих двох єствах славимий; а суємудрого Євтихія, котрий говорив, що велике таїнство спасительного домоустрою звершилося примарою, наче щось жахливе, як заразу, із священної огорожі Церкви викидаємо, а з ним також і Несторія та Діоскора, з яких один був захисником та поборником розділення, а другий — змішання, і котрі з протилежних кінців нечестя кинулися в одну безодню погибелі і безбожництва. А також і ста шістдесяти п'яти богоносних отців, що зібралися у цьому царському місті, при Юстиніані, блаженної пам'яті цареві нашому, благочестиві слова, як від Духа висловлені, знаємо, і ним нащадків наших навчаємо. Вони Феодора Мопсуєтського, Несторієвого учителя, й Орігена, і Дидима, і Євагрія, що відновили еллінські байки, і перехід та перетворення деяких тіл і душ знову нам представили на ганьбу, у сонних мріях заблукалого розуму, і проти воскресіння мертвих нечестиво й облудливо повставали, так само написане Феодоритом проти правдивої віри і проти дванадцяти глав блаженного Кирила, і так званий лист Іви — соборно піддали прокляттю і відкинули. І Шостого Собору, який нещодавно при цареві нашому, блаженної пам'яті Константані, у цьому царському місті зібрався віросповідання, котре більшу силу отримало, коли благочестивий імператор постанови цього Собору своєю печаткою, заради достовірности, на всі віки затвердив, знову зобов'язуємося зберігати непорушно. Воно Боголюбно пояснило, як повинні ми сповідувати два природні бажання, чи дві волі, і два природні дійства у єдиному Господі нашому Ісусі Христі, істинному Богові: який воплотися, заради нашого спасіння; а тих, котрі правильний догмат істини спотворили, і одну волю й одне дійство у єдиному Господі Богові нашому Ісусі Христі людям проповідували, судом благочестя звинуватило, як Феодора (єпископа) Фаранського, Кира Олександрійського, Гонорія Римського, Сергія, Пірра, Павла, Петра, що були у цьому Богоспасенному місті предстоятелями, Макарія Антиохійського єпископа, учня його Стефана, і безумного Поліхронія, таким чином зберігаючи недоторканним спільне тіло Христа Бога нашого. Коротко говорячи, постановляємо, нехай віра усіх в Церкві Божій прославлених мужів, котрі були світилами у світі, маючи слово життя, зберігається твердою, і нехай до кінця віку перебуває непорушною, разом із богопереданими їхніми писаннями і догматами. Відкидаємо й анафематствуємо усіх, кого вони відкидали й анафематствували, як ворогів істини, що марно скреготіли на Бога, і намагалися неправду на висоту піднести. Якщо ж хтось не зберігає і не приймає вищеназваних догматів благочестя, і не так само думає і проповідує, але замахується іти проти них, той нехай буде під анафемою, за визначенням, раніше прийнятим вище згадуваними святими і блаженними отцями, і з спільноти християнської, як чужий, нехай буде виключений і відкинутий. Бо ми, згідно з тим, що визначено раніше, остаточно вирішили зовсім нічого не додавати, як і не відбавляти, і не могли ніяким чином. (II Вс. 1; III Вс. 7; Карф. 1, 2).
2. Прекрасним і найбільшої старанности достойним визнав цей святий Собор і те, щоб віднині для зцілення душ і вилікування пристрастей твердими і непорушними перебували прийняті і затверджені святими і блаженними отцями, які були раніше нас, а також і нам передані, іменем святих і славних апостолів, вісімдесят п'ять правил. Оскільки ж у цих правилах звелено нам приймати цих же святих апостолів Постанови, через Климента передані, в які колись інакодумці, на шкоду Церкві, привнесли дещо фальшиве і чуже благочестю, що потьмарило для нас благоліпну красу Божественного вчення, то ми заради напоумлення та огородження найхристіяннішої пастви, згадані Климентові постанови благорозсудливо відіклали, зовсім не допускаючи породжень єретичного лихослів'я, і не домішуючи їх до чистого і досконалого апостольського вчення. Згодою нашою затверджуємо і всі інші священні правила, викладені святими й блаженними отцями нашими, тобто тримастами вісімнадцятьма богоносними отцями, що зібралися в Нікеї; також від отців, що збиралися в Анкирі, і в Неокесарії, рівно як і в Гангрі; крім того, в Антиохії Сирійській, і в Лаодикії Фригійській; ще ж ста п'ятдесяти отців, що зійшлися у цьому богобереженому і царственому місті; і двохсот отців, що зібралися вперше в обласному місті Ефесі; і шестисот тридцяти святих і блаженних отців, що зібралися у Халкидоні, і від тих, що зібралися в Сардику та Карфагені; і ще тих, що зібралися знову в цьому богоспасенному і царюючому місті за Нектарія, предстоятеля цього царського міста, і за Феофіла, Олександрійського архиєпископа; також правила Діонисія, архиєпископа великого міста Олександрії; Петра, Олександрійського архиєпископа і мученика; Григорія, єпископа Неокесарійського, чудотворця; Афанасія, архиєпископа Олександрійського; Василія, архиєпископа Кесарії Каппадокійської; Григорія, єпископа Ниського; Григорія Богослова; Амфилохія Іконійського; першого Тимофія, архиєпископа Олександрійського; Феофіла, архиєпископа того ж великого міста Олександрії; Кирила, архиєпископа Олександрійського; і Генадія, патріарха цього богоспасенного і царського міста; ще ж і Кипріаном, архиєпископом Африканської країни і мучеником, і Собором, що за нього був, викладене правило, котре у містах вищеназваних предстоятелей, і тільки у них, за переданим їм звичаєм, було збережене. Нікому нехай не буде дозволено вищеозначені правила змінювати, або скасовувати, чи, крім запропонованих правил, приймати інші з підробленими дописами, що їх склали якісь люди, котрі зухвало торгують істиною. Якщо ж хтось викритий буде у тому, що якесь правило із вищеназваних спокуситься змінити або спотворити, такий буде повинен проти того правила, понести єпітимію, яку воно визначає, і через неї буде вилікуваний від того, у чому помилявся. (Ап. 35; VII Вс. 1; Карф. 1; Двокр. 10).
72. Негоже чоловікові православному з жінкою єретичною шлюбом поєднуватися, ні православній жінці з чоловіком єретиком з'єднуватися. Якщо ж буде виявлено щось подібне, зроблене ким-небудь, шлюб уважати недійсним, і незаконне співжиття розлучати. Бо не слід змішувати незмішуване, ні поєднувати з вівцею вовка, і з часткою Христовою жереб грішників. Якщо ж хтось визначене нами порушить, нехай буде відлучений. Але якщо декотрі, будучи ще у невір"ї, та не бувши зарахованими до стада православних, з'єдналися між собою законним шлюбом, потім один із них, обравши благе, навернувся до світла істини, а інший залишився в кайданах омани, не бажаючи поглянути на Божественне проміння, і якщо притому невірній жінці вгодно спільно жити з чоловіком вірним, чи навпаки, чоловікові невірному з жінкою вірною, то нехай не розлучаються, за Божественним апостолом: «Бо невіруючий чоловік освячується жінкою віруючою, невіруюча жінка освячується віруючим чоловіком» (1 Кор. 7, 14). (IV Вс. 14; Лаод. 10, 31; Карф. 21).
81. Оскільки ми дізналися, що у деяких країнах, у «Трисвятій пісні», після слів: "Святий Безсмертний, " як доповнення виголошують: «що розп'явся за нас, помилуй нас», але це давніми святими отцями, як чуже благочестю, від цієї пісні відкинуто, разом із беззаконним єретиком, що ввів ці слова, то і ми, раніше благочесно постановлене святими отцями нашими затверджуючи, після даного визначення, тих, хто приймає у церкві такі слова, чи іншим якимось чином щось примішує до «Трисвятої пісні», анафематствуємо. А якщо порушники постановленого є священного чину, то наказуємо позбавляти їх від цього часу священичого достоїнства, якщо ж мирянин або чернець, відлучати від церковного спілкування.
95. Тих, що приєднуються до православ'я і до частини єретиків, які спасаються, приймаємо за таким чиноположенням та звичаєм. Аріан, македоніан, наваціан, які називають себе чистими і найкращими, чотиридесятиденників, або тетрадитів, і аполінаристів, коли вони дають рукописання та проклинають усяку єресь, котра не мудрує, як мудрує Свята Божа католична й апостольська Церква, приймаємо, запечатуючи, тобто, помазуючи святим миром у першу чергу чоло, потім очі, і ніздрі, і вуста, і вуха, і, запечатуючи їх, говоримо: печать дару Духа Святого. А про колишніх павліан, які потім до католичної Церкви прийшли, постановлено: перехрещувати їх обов'язково. Євноміан же, що однократним зануренням охрещуються, і монтаністів, яких називають тут фригами, і савеліан, що дотримуються думки про синоотцівство, та інше нетерпиме творять, і всіх інших єретиків, (тому що багато тут таких, а особливо вихідців із Галатської країни), усіх, котрі із них бажають приєднаними бути до православ'я, приймаємо як язичників. У перший день робимо їх християнами, у другий оголошеними, потім у третій заклинаємо їх, із трьохкратним дуновенням у лице, і у вуха; і так оголошуємо їх, і примушуємо перебувати у церкві, і слухати Писання, і тоді вже хрестимо їх. Так само і маніхеїв, валентиніан, маркіонітів, та їм подібних єретиків. Несторіани ж повинні творити рукописання і піддавати анафемі свою єресь, і Несторія, і Євтихія, і Діоскора, і Севира, та інших начальників таких єресей, та їхніх однодумців, і всі вищеозначені єресі, і потім нехай приймають святе Причастя.

#### Правила 367 святих отців прийняті наСьомому Вселенському Соборів 787 році у Константинополі
9. Усі дитячі байки, і шалені знущання, і брехливі писання, вигадувані проти чесних ікон, слід віддавати до архиєпископії Константинопольської, щоб покладені були з іншими єретичними книгами. Якщо ж знайдеться хтось, хто такі приховує, то єпископ, чи пресвітер, чи диякон, нехай буде позбавлений свого чину, а мирянин або чернець нехай буде відлучений від спілкування церковного. (Ап. 60, Трул. 63; Лаод. 59).

#### Правила Святого Помісного Собору Лаодикійського
9.На кладовища усяких єретиків, або у так звані у них мученицькі місця, нехай не буде дозволено членам церкви ходити для молитви, або для зцілювання. А тих, що ходять, якщо вони є вірними, позбавляти церковного спілкування на деякий час. А тих, що каються та визнають, що згрішили, приймати до спілкування.(Ап. 10, 11, 45, 46, 64, 70; III Вс. 2, 4; Лаод. 6, 32, 33, 34, 37; Карф. 83; Тимофія Ол-го 9).
10. Не слід членам церкви, необдумано, дітей своїх з'єднувати шлюбним союзом із єретиками. (Ап. 26, 45, 65; IV Вс. 14; Трул. 6, 72; Лаод. 31; Карф. 21).
31. Не подобає з усяким єретиком укладати шлюбний союз, чи віддавати таким своїх синів або дочок, але краще брати від них, якщо обіцяють християнами бути.(Ап. 26, 45, 65; IV Вс. 14; Трул. 6, 72; Лаод. 10; Карф. 21).
32. Не подобає від єретиків приймати благословення, які є більше марнослів'я, ніж благословеннями.(Ап. 10, 11, 45, 46, 64; I Вс. 19; II Вс. 7; III Вс. 2, 4; Трул. 11, 95; Лаод. 6, 7, 8, 9, 10, 14, 31, 33, 34, 37; Вас. Вел. 1, 47; Тимофія Ол-го. 9).
33. Не подобає молитися з єретиком, або відступником. (Ап. 10, 11, 45, 46, 64; I Вс. 19; II Вс. 7; III Вс. 2, 4; Трул. 11, 95; Лаод. 6, 7, 8, 10, 14, 31, 32, 34, 37; Вас. Вел. 1, 47; Тимофія Ол-го. 9).
34. Всякому християнину не подобає залишати мучеників Христових, та відходити до лжемучеників, котрі, тобто, у єретиків знаходяться, або самі єретиками були. Бо ці віддалені від Бога: ось тому ті, хто приходить до них, нехай будуть під клятвою. (Ап. 10, 11, 45, 46, 64, 70; III Вс. 2, 4; Лаод. 6, 9, 32, 33, 37; Карф. 83; Тимофія Ол-го. 9).
35. Не подобає християнам залишати Церкву Божу, та відходити, і служити ангелам, і влаштовувати зібрання. Це осуджено. Заради цього, якщо виявиться, що вправляється у такому таємному ідолослужінні, нехай буде анафема, поскільки залишив Господа нашого Ісуса Христа, Сина Божого, і приступив до ідолослужіння.(Даним правилом осуджуються єретики, котрі не молилися Богу і Христу, а тільки ангелам, які нібито є творцями і управителями світу.)
37. Не слід приймати святкові дари, які посилаються від юдеїв, чи єретиків, ні святкувати із ними.

#### Правила СвятогоПомісного Собору Карфагенського
21 (30). Розмірковано за благо, щоб діти зарахованих до кліру не з'єднувалися шлюбом із язичниками або із єретиками. (IV Вс. 4; Трул. 72; Лаод.   10, 31).
57 (68). Ваша однодушність разом зі мною((Це правило виголошує на Соборі Аврилій, єпископ Карфагенський.)) пам'ятає визначене на попередньому Соборі: у малолітньому віці охрещені донатистами, які не могли тоді пізнати, наскільки погибельними є їхні хибні думки, але після досягнення віку, здатного до розмірковування, пізнавли істину, і безумством їхнім погребували, за древнім чином, покладанням рук нехай приймаються до католичної Божої Церкви, по всьому світу розповсюдженої. Нарікання попередньої омани не повинне бути перепоною прийняттю їх до чину кліриків, коли вони, приступивши до віри, істинну Церкву визнали своєю, і, в ній увірувавши у Христа, прийняли таїнства Тройці, які, як відомо, всі істинні і святі і божественні, і на яких утверджується все уповання душі, не зважаючи на те, що попередня зухвалість єретиків безрозсудно намагалася щось передати супротивне, під іменем істини. Це просто, як учить святий Апостол (Павло), говорячи: «один Господь, одна віра, одне хрещення» (Еф. 4, 5), і те, що один раз подавати треба, не дозволено знову сприймати. Заради цього, після піддання анафемі імені омани, покладанням рук, нехай приймаються до єдиної Церкви, котра, за сказаним, є горлиця (Див…Піснь. 2, 12), єдина мати християн, і в якій спасительно приймаються усі таїнства вічні та животворчі, втім тих, що перебувають у єресі, піддають великому осудженню та карі. Що в істині світліше супроводжувало б їх до вічного життя, те в омані стає для них таким, що більше потьмарює та засуджує. Цього деякі уникли, і пізнавши прямий шлях матері, Католичної Церкви, всім Її святим таїнствам, з любови до істини, повірили, і їх прийняли. І що такі, коли долучиться завірення у їхньому доброму житті, без сумніву, правильно можуть бути затверджені у клірі, для служіння Святим Тайнам, а особливо у настільки скрутних обставинах, цього ніхто заперечувати не буде. Якщо ж деякі, що того самого, тобто, Донатового вчення дотримується, є кліриками, і побажають приєднатися до нас зі своїм народом, і у своїх ступенях, із любові до чести, подаючи народу поради до життя, й утримуючи за собою ступені до спасіння, то думаю залишити це, аж доки вищеназвані браття, ((Вищеназваними браттями, думки і поради котрих тут очікує Собор, як це видно із попередніх слів Аврелія в діяннях цього Собору, є: Анастасій, єпископ Римський, і Венерій, єпископ Медіоланський. Думки цих престолів Аврилій вважає необхідним, для збереження однодумності в Церкві, оскільки раніше Римські і Медіоланські єпископи, вимагали «Донатистів» до кліру не приймати.)) після найретельніших роздумів, подадуть своє міркування, щоб вони на своїй найрозсудливішій нараді дослідили предмет нашої пропозиції, та удостоїли підкріпити нас у тому, що слід нам постановити у цій справі. Нині ж обмежуємося тільки хрещеними від донатистів у ранньому дитинстві, нехай погодяться вищеназвані браття, якщо їм згодно, з нашим рішенням, щоб рукопокладати їх. (Ап. 46, 47, 68; I Вс. 8; II Вс. 7; Трул. 95; Карф. 47, 66, 67, 68, 69, 91, 92, 93, 94, 99, 117, 118, 119, 124).
79 (90). Визначено і це: коли на кліриків буває донос, і оголошуються якісь звинувачення, тоді, частково для відхилення наклепів на Церкву, частково заради достоїнства кліру, з яких причин і виявляється до них поблажливість, частково для уникнення гордої зловтіхи єретиків та язичників, якщо бажають, як і потрібно, захищати свою справу та турбуватися про докази своєї невинности, нехай зроблять це протягом року, під час якого повинні залишитися поза спілкуванням. Якщо ж протягом року знехтують очистити свою справу, то після цього ніякий голос виправдання від них нехай не приймається. (Ап. 74; II Вс. 6; IV Вс. 9).
81 (92). Визначено і це: якщо якийсь єпископ єретиків, або язичників, родичів, або не належних до споріднення, залишить своїми спадкоємцями, і надавши їм перевагу над Церквою, такому і після смерти нехай буде винесена анафема, а його ім'я ніколи ієреями Божими нехай не поминається. Нехай не зможе бути йому виправданням і те, що без заповіту помре. Оскільки бувши поставленим єпископом, як це пристойно, повинен був розпорядитися своїм майном, згідно зі своїм званням. (Ап. 38, 40; IV Вс. 22; Трул. 35; Антиох. 24; Карф. 22, 32).
93 (104). Настанова братам Феасію та Еводію, призначеним посланцями від Карфагенського Собору до найславніших і найблагочестивіших самодержців. Коли, за допомогою Божою, приступлять вони до найблагочестивійших царів, тоді являть їм, яким чином, під час Собору минулого літа, старійшини донатистів з повною свободою, за допомогою міських повідомлень запрошені були зібратися, щоб, якщо мають сміливість захищати свою думку, обрали декотрих здібних з-посеред себе, щоб мирно змагалися з нами, і лагідністю християнською безсумнівно показали, якщо щось від істини у себе зберегли, щоб таким чином католична щирість, яка віддавна сяяла у попередні часи, і тепер подібно пізнана була із збентежень та впертости тих, що сперечаються. Але оскільки вони майже охоплені були безнадійністю, то нічого не насмілилися відповідати. І тому, оскільки єпископський і мирний спосіб впливу на таких вжитий, і вони не змігши відповісти проти істини, вдалися до безглуздих насильницьких вчинків так, що багатьох єпископів та багатьох причетників (не будемо згадувати і мирян) потурбували наклепами, і в деякі церкви вторгнулися, а в інші вторгнутися намагалися: то царському людинолюбству належить опікуватися, щоб католична Церква, яка благочесною утробою Христа їх народила, та кріпкістю віри виховала, була огороджена їх промислом; щоби у благочестиві їхні часи зухвалі люди не запанували над безсилим народом, за допомогою якогось страху, коли не можуть звабити його за допомогою переконання. Бо відомо і багаторазово законами проголошено, що влаштовують огидні збіговиська розкольників. Це багаторазово і наказами самих вищеназваних найблагочестивіших самодержців осуджено було. Ось тому проти несамовитости цих розкольників просимо дати нам божественну допомогу, не надзвичайну і не чужу святим Писанням. Бо апостол Павло, як показано в істинних Діяннях апостольських, змови людей безчинних переміг військовою допомогою. Отже ми просимо про те, нехай обов'язково надасться охорона католичним чинам церков у кожному місті та різних місцях, приналежних до кожного володіння. Подобає разом із цим, просити найблагочестивіших самодержців, нехай дотримуються закону, виданого благочестивої пам'яті батьком їхнім Феодосієм, про стягнення по десять фунтів золота з єретиків, які рукопокладають і яких рукопокладають, також із власників, у котрих будуть виявлені їхні зібрання. Притому нехай накажуть підтвердити цей закон, із розповсюдженням сили його на тих, проти наклепів котрих представили свідчення ті, що прийняли опікування про католичну церкву, щоб, хоча б цим острахом, від влаштування розколів і від єретичного безумства утримані були ті, що відкладають своє очищення та виправлення при думці про вічне покарання. Ще і про те слід просити, нехай буде благочестям їхнім відновлений закон, що донині існує, котрий відбирає у єретиків право отримувати що-небудь, або при рукопокладаннях, чи за заповітами, чи залишати, і просто говорити, у засліплених своїм безумним упередженням, і які бажають перебувати в омані донатистів, нехай віднімиться влада чи залишати що-небудь, чи забирати власне. А тим, котрі думкою про єднання та мир захочуть виправити себе, нехай буде дозволено, і при існуванні такого закону, отримувати спадок, хоч би що там дісталося їм у спадок чи подарунок ще тоді, коли вони перебували в єретицькій омані, втім за винятком тих, котрі після прикликання до суду, визнали за потрібне перейти до католичної Церкви. Бо про таких треба думати, що не через страх небесного суду, але через спраглість земної вигоди побажали католичного єднання. Понад же все це потрібна допомога від влади кожної області. Але якщо й інше щось виявлять представники наші, що сприяє церковній користі, це робити і звершувати даємо повноваження.
99 (112). Про народ і єпархії, що навертаються від донатистів. Народ, що навертається від донатистів, який має єпископа, поставленого без дозволу Собору, безсумнівно нехай буде удостоєний мати його. Народу, що мав єпископа, і після смерти його не захотів мати свого єпископа, але бажає за звичаєм приєднатися до єпархії іншого якого-небудь єпископа, не слід у цьому відмовляти. Запропоновано і це: що єпископи, які раніше оголошення царського закону про єднання навернули до католичної віри народ, котрий мали в управлінні, повинні утримувати владу над ним. Після ж закону про єднання і далі, належить усі церкви і межі їх, всі, які можуть виявитися підпорядкованими, законно присвоєними тим церквам, нехай будуть затвердженні за католичними єпископами, що знаходяться у тих місцях, якими заволоділи єретики, котрі у майбутьньому навертаються до католичної віри, або не навертаються. І якщо деякі з них привласнили собі щось, після царського закону, то (це) має бути поверненим. (Ап. 38; Карф. 47, 57, 66–69, 91–94, 117—119, 124).
121 (135). Постановлено і це: якщо деякі недбальствують про наверненні до католичного єднання міст, підпорядкованих їхнім престолам, нехай викриваються сусідніми старанними єпископами, щоб не відкладали цієї справи. Заради того, якщо упродовж шестимісячного терміну, від дня наради про це, нічого не зроблять, то після цього міста ті нехай передадуться тому, хто зможе навернути їх. Втім, якщо той, котрому ці міста є належними, за корисне визнавав не діяти, за деякими домовленностями, тому що цьому віддали перевагу єретики, щоб він міг прийняти їх до католичної Церкви без народного заколоту, а між тим інші попереджені про його наміри, задіянням котрих раніше він більше озлобив би єретиків, то, після розгляду цього єпископами — суддями, міста ті нехай будуть повернені його престолу. Коли єпископам — суддям належить бути з різних областей, тоді суддів призначить той предстоятель, у області якого знаходиться спірне місто. Якщо ж за спільною згодою обирати будуть суддів із сусідніх єпископів, то або один нехай буде обраний, або три. І якщо три будуть обрані і визнані, то, нехай підкоряться рішенню або всіх, або двох. (Ап. 58; Трул. 19; Сард. 11; Лаод. 19; Карф. 47, 71, 123, 124).
23 (137). Якщо єпископ не буде піклуватися про повернення від єретиків належного церкві за списками, чи самих кафедр, то нехай напучують його сусідні старанні єпископи, і нехай покажуть йому його недбалість, щоб не було йому вибачення. Якщо ж протягом шести місяців від дня умовляння, перебуваючи у тій самій єпархії, не перейметься опікуванням про тих, хто повинен повернутися до католичного єднання, з таким нехай не спілкуються, доки не виконає того. Якщо ж не прийде у ці міста той, хто сприятиме(Цивільні керівники повинні були сприяти єпископам, коли потрібно було призвати на Собор єретиків, для умовляння їх чи відповідей.): то єпископу нехай не ставиться бездіяльність у провину. (Ап. 58; Трул. 19; Сард. 11; Карф. 47, 57, 71, 121, 122, 124).
129 (144). Визначено і це: не приймати доносів від усіх рабів, від відпущеників тих самих, на кого хочуть доносити, і від усіх, кого цивільні закони не допускають до доносів про злочини; також від усіх, на кому лежить пляма нечестя, тобто, від комедіантів та осіб, до сороміцьких справ долучених; також від єретиків, чи еллінів, чи юдеїв; втім, у всіх, під котрих не припускається таке звинувачення, нехай не відбирається свобода приносити скарги за своїми справами.

#### Правила СвятогоСобору Константинопольського, що відбувся у храмі Святих апостолів, який називаютьДвократним
13. Вселукавий, посіявши в Церкві Христовій насіння єретичного куколю, і бачачи, як він посікається на корені мечем Духа, вступивши на інший шлях злих підступів, заміряється безумством розкольників розсікати Тіло Христове; але і цей його підступ повністю упереджуючи, святий Собор нині визначив: якщо якийсь пресвітер чи диякон, через якісь обвинувачення, підозрюючи свого єпископа, раніше соборного дослідження і розгляду, і цілковитого осудження його, насмілиться відступити від спілкування з ним, і не буде підносити його ім'я у священних молитвах на літургіях, за церковним переданням, такий нехай буде підданий відлученню, і нехай позбудеться всякої священичої чести. Бо поставлений у чин пресвітера, що привласнює собі суд, митрополитам наданий, і раніше суду, сам по собі осуджувати свого отця і єпископа зважується, не достойний ні чести, ні найменування пресвітера. Послідовники ж таких, якщо вони із священства, також нехай будуть позбавлені своєї чести, якщо це ченці або миряни, нехай зовсім відлучаться від Церкви, доки не відкинуть спілкування з розкольниками, і не повернуться до свого єпископа. (Ап. 31; II Вс. 6; III Вс. 3; IV Вс. 18; Трул. 31, 34; Гангр. 6; Сард. 14; Антиох. 5, Карф. 10, 11; Двокр. 14, 15).

#### Послання святогоАфанасія Великого, архиєпископа олександрійського, до Аммуна Ченця
3. (із 39 послання про свята, святого Афанасія, архиєпископа Олександрійського). Але оскільки згадав я про єретиків, як про мертвих, про нас же самих, як про тих, що мають для спасіння Божественні Писання, і боюся, щоб, як писав до коринфян Павло: «ваші уми щоб не пошкодилися, ухилившись від простоти у Христі» (2 Кор. 11, 3), хитрістю людей, а потім не почали довіряти іншим книгам, так званим апокрифичним((Під Апокрифичними книгами, за грецьким перекладом, маються на увазі книги утаємничені. Єретики, давали таку назву тим книгам, які складали самі, для того, щоб якомога більше запевнити у їхній істинності тих, кого хотіли обманути)), будучи обмануті однойменністю їх з істинними книгами, то потерпіть, молю, якщо про відоме вам, ще і я згадую, заради потреби й користи Церкви. Бажаючи ж згадати про це, використаю, для виправдання своєї сміливости, як приклад слова євангеліста Луки, і кажу і я: оскільки деякі почали складати собі так звані апокрифичні книги, і змішувати їх із Богодухновенним Писанням, про яке ми пересвідчилися, що передане отцям тими, які від самого початку були очевидцями та служителями Слова, то вирішив і я, спонуканий істинними браттями, і зізнався від початку як по порядку викласти, які книги прийняті у канон, передані і віримо, що є Божественними, щоб кожен спокушений відкинув спокусників, а кожен, хто залишився чистим, порадів про нове попередження. Отже, усіх книг Старого Завіту числом двадцять дві: бо стільки ж, як я чув, і букв використовується у євреїв. По порядку ж і за назвами вони є такими: по-перше Буття: потім Вихід, далі Левит, потім Числа, і нарешті Второзаконня; за ними йде Ісус Навин, Суддів ізраїлевих, і потім Руфі; далі по порядку чотири книги Царств, з яких як перша та друга вважаються за одну книгу, так само третя і четверта — за одну; після цих Паралипоменон перша і друга, також вважаються за одну книгу; далі Ездри перша і друга — також за одну; після цих книга Псалмів, і потім Притчі, потім Екклезіаст, і Пісня Пісень. Після цих Іов, врешті пророків дванадцять, що вважаються за одну книгу, потім Ісая, Єремїя, і з ним Варух, Плач і Послання; а після них Єзекиїль і Даниїл; ці складають Старий Завіт. Але слід без зволікання говорити і про книги Нового Завіту. Вони є такі: чотири Євангелія, від Матфея, від Марка, від Луки, від Іоана; після них Діяння апостолів, і сім так званих соборних послань апостольських, як-от: Якова одне, Петра два, потім Іоана три, і Юди одне; до них чотирнадцять послань апостола Павла, котрі пишуться у такому порядку: перше до Римлян, потім до Коринфян два, після цих до Галатів, далі до Ефесян, потім до Филип'ян, до Колосян, до Солунян два, до Євреїв, до Тимофія два, і до Тита одне, й останнє до Филимона одне; і наостанок Апокаліпсис Іоана. Ці є джерелами спасіння, щоби сущими у них словами спраглі втамували спрагу, у цих тільки благовіститься вчення благочестя. Ніхто до них нехай не додає, а також і нехай не віднімає від них будь-що. Ними Господь посоромив саддукеїв, кажучи: «Помиляєтесь, не знаючи ні Писання, ні сили Божої» (Мф. 22, 29). Юдеїв же наставляв: «Дослідіть Писання, бо ви сподіваєтесь через них мати життя вічне; а вони свідчать про Мене» (Ін. 5, 39). Заради ж більшої точності, оскільки пишу заради потреби, додаю і це: адже є крім цих і інші книги, не введені до канону, але призначені отцями для читання тим, що тільки-но вступають, і бажають оголоситися словом благочестя: Премудрість Соломонова, Премудрість Сираха, Есфирь, Юдиф, і Товит, і так зване вчення апостолів, і Пастир. Втім, улюблені, крім оцих, що читаються і тих канонічних, ніде не згадується про апокрифичні: але це є замисел єретиків, які їх пишуть, коли хочуть, призначають і додають їм час, щоб, представляючи їх, нібито стародавніми, мати способи для зваблення ними простодушних. (Ап. 60, 85; Лаод. 60; Карф. 24; Григорія Богосл. Про книги Св. Письма. Амфілохія. Про книги Св. Письма).

#### Правила святого Василія Великого
1. Отже щодо питання про кафарів((Так називаємих чистих)), і сказано раніше, і ти благообмірковано пригадав, як належить чинити за звичаями кожної країни, тому що про їхнє хрещення по-різному думали ті, хто розмірковував про цей предмет у свій час. Хрещення пепузіан, на мою думку, нічого не має на свій захист: і я дивуюсь, як цього не помітив великий Діонисій, будучи мудрованим у правилах. Бо правдиві поклали приймати Хрещення, яке ні в чому не відступає від віри, тому інше назвали вони єрессю, інше — розколом, а ще інше — самочинним збіговиськом. Єретиками назвали вони тих, що повністю відділилися, і в самій вірі відчужилися: розкольниками — тих, що розділились у поглядах на деякі предмети церковні, і на питання, котрі передбачають вилікування; а самочинними зборищами — зібрання, влаштовувані непокірними пресвітерами, чи єпископами, та ненавченим народом. Наприклад, якщо хтось, бувши викритим у гріху, усунутий від священнослужіння, не підкорився правилам, а сам утримав за собою владу і священнослужіння, і з ним відступили декотрі інші, залишивши Католичну Церкву, це є самочинне зборище. Про покаяння мислити інакше, ніж як сущі у Церкві, є розкол. Єресями ж є наприклад: маніхейська, валентиніанська, маркіонитська, і них самих пепузіанів. Бо тут є явна відмінність у самій вірі в Бога. Чому отцям, які від початку були, вгодно було хрещення єретиків зовсім відкидати, хрещення ж розкольників, як ще не чужих Церкві, приймати; а тих, що знаходяться у самочинних зборищах, виправляти пристойним покаянням і наверненням, і знову приєднувати до Церкви. Таким чином, навіть ті, що перебувають на церковних ступенях, відступивши разом з непокірними, коли покаються, нерідко приймаються знову в тому ж чині. Пепузіани ж явно є єретиками. Бо вони звели хулу на Духа Святого, нечестиво і безсоромно присвоївши найменування утішителя Монтану і Прискілі. Тому, якщо вони обожнюють людей, підлягають за це осудженню, бо чи не ображають Духа Святого, порівнюючи його із людьми, і в цьому випадку заслуговують на вічне осудження, бо хула на Духа Святого не прощається. Яка була б доцільність визнати хрещення тих, які хрестять в Отця, і Сина, і в Монтана або Прискілу? Бо не є охрещеними ті, що хрестилися у те, що нам не передане. Тому хоча великий Діонисій і не помітив цього, але нам не слід дотримуватися наслідування неправильного, бо безглуздість сама собою видна, і зрозуміла для усіх, хто має хоч трохи глузду. Кафари ж є з числа розкольників. Однак завгодно було прадавнім, як-от Кипріану і нашому Фірміліану, підпорядкувати усіх цих єдиному визначенню: кафарів, енкратитів, ідропарастатів, і апотактитів. Бо, хоча початок відступлення відбувся через розкол, але ті, що відступили від Церкви, уже не мали на собі благодаті Святого Духа. Бо занепало надання благодаті, тому що перервалося законне наступництво. Бо перші, які відступили, одержали посвячення від отців, і, через покладання рук їхніх, мали дарування духовне. Але відторгнуті, зробившись мирянами, не мали влади ні хрестити, ні рукопокладати, і не могли іншим надати благодать Святого Духа, від Якої самі відпали. Тому тих, що приходять від них до Церкви, як хрещених мирянами, прадавні наказували знову очищати істинним церковним хрещенням. Але оскільки декотрим у Асії рішуче вгодно було, заради повчання багатьох, прийняти хрещення їх, то нехай буде воно прийнятим. Належить же нам виявити злоумисли енкратитів. Вони, щоб затруднити своє прийняття до Церкви, надумали прискорено звершувати власне хрещення, через що і свій власний звичай змінили. Отже, оскільки про них нічого ясно не сказано, думаю, що пристойно нам відкидати їхнє хрещення: і якщо хтось прийняв би від них його, такого, якщо приходить до церкви, хрестити. Але якщо це може стати перешкодою спільному благоустрою, то надалі належить триматися звичаю, і йти за отцями, які благорозмірковано влаштували справи наші. Бо я побоюся, щоб нам тоді, коли хочемо утримати їх від поспішного хрещення, не відвернути тих, яких спасаємо, суворістю відкладення. Якщо ж вони зберігають наше Хрещення, то це нехай не присоромлює нас, бо ми зобов'язані не дякувати їм за те, але підкорятися правилам з точністю. Всемірно ж нехай буде встановлено, щоб, після їхнього хрещення, ті, що приходять до церкви, були помазувані від вірних, і так приступали до таїнств. Втім знаю, що братів Зоїна і Саторніна, які були у їхній спільноті, ми прийняли на кафедру єпископську; тому з'єднаних з їхньою спільнотою вже не можемо так суворо відчужувати від Церкви, встановивши, прийняттям єпископів, начебто якесь правило спілкування із ними. (Ап. 46, 47; І Вс. 8; II Вс. 7; Трул. 95; Лаод. 7; Вас. Вел. 47).
5. Єретиків, які при смерті каються, належить приймати. Зрозумілим же є, що приймати не без обмірковування, але з випробуванням, чи щире показують покаяння, і чи мають плоди, що свідчать про старанність до спасіння. (І Вс. 2, 14; II Вс. 7; Трул. 78, 96; Неокес. 12; Лаод. 19, 47; Карф. 45).
6. Любодіяння посвячених Богу нехай не обертаються на шлюб, але всіляко нехай розривається їхнє поєднання. Бо це і для утвердження Церкви корисно, і єретикам не дасть підстав докоряти нам, нібито привертаємо до себе попущенням гріха. (Ап. 25, 26; ІІІ Вс. 14, 15, 16; Трул. 4, 6, 44; Анкир. 19; Вас. Вел. 3, 18, 20, 32, 44, 60, 70).
47. Енкратити, саккофори й апотактити підлягають тому самому судженню, як і наватіани, бо про деяких із них видане правило, хоча і не однозначне, а про інших умовчано, ми ж, через одинаковість їхніх провин, таких перехрещуємо. І хоча у вас і не прийнятий цей звичай перехрещування, подібно, як і у римлян, з деяких міркувань, однак наше визначення їхньої провини нехай має силу. Оскільки їхня єресь є нібито відгалуженням єресі маркіонітів, які гидують шлюбом, відвертаються від вина і створіння Боже нечистим називають. Тому ми не приймаємо їх до Церкви, якщо не охрестяться нашим хрещенням. Бо нехай не кажуть, що охрестилися в ім'я Отця, і Сина, і Святого Духа, коли вони, подібно до Маркіона та інших єретиків, уявляють Бога творцем зла. Отже, якщо це угодно буде, то потрібно зібратися багатьом єпископам, і так викласти правило, щоб і той, хто діє, був у безпеці, і той, хто відповідає на питання про таких, мав достовірні підстави для відповіді. (Ап. 46, 47, 48; І Вс. 8,19; II Вс. 7; Трул. 95; Лаод. 7, 8; Карф. 57; Вас. Вел. 1, 5).

#### ПравилаФеофіла, архиєпископа Олександрійського, проголошені при настанні Святих Богоявлень у неділю.
1. І звичай і обов'язок вимагають від нас шанувати всякий недільний день, і святкувати його, оскільки в цей день Господь наш Ісус Христос явив нам воскресіння з мертвих. Тому і називається цей день у Писанні першим, як такий, що складає для нас початок життя, і восьмим, як той, що прийшов після юдейської суботи. Але коли трапиться у цей день бути посту перед святим Богоявленням, то благовстановимо його, розсудливо пристосовуючись до обох звичаїв. Вживши декілька фініків, ми не вчинемо за звичаєм єретиків, котрі не шанують дня Воскресіння Господа нашого Ісуса Христа, й одночасно віддамо належне пісному дню, очікуючи вечірнього зібрання, котре у цей день, з волі Божої звершується. Отже, цього дня будемо збиратися о час дев'ятий. (Ап. 66; Трул. 55; Гангр. 18).
7. Про тих, хто має рукопокластися, нехай буде цей устав. Весь Собор священнослужителів нехай погодиться і нехай обере, і тоді єпископ нехай випробує обраного, і за згодою священств нехай звершить рукопокладання посеред церкви, у присутності народу, і при проголошенні єпископом, якщо може народ, нехай засвідчить про нього. Таємного рукопокладання нехай не буває. Бо коли церква перебуває у мирі, тоді пристойно звершувати рукопокладання в церкві в присутності святих. А в тих місцях, де є однодумці тих, що були у спілкуванні з єретиками, рукопокладання нехай звершуються не інакше, як після випробовування від істинно православних священнослужителів, також у присутності єпископа, і при проголошенні його до присутнього народу, і тільки так, щоб у майбутньому не було якогось відхилення від правильного шляху. (Ап. 2; І Вс. 9; Вас. Вел. 89).

## Етимологія
Слово єретик походить від грецького αἵρεσις — «вибір». Єретики обрали не дотримуватися загальноприйнятого вчення.